# Dehesilla (Palencia)
Dehesilla es una localidad del municipio de Ampudia, en la Provincia de Palencia, comunidad autónoma de Castilla y León, España.

## Geografía
En la comarca de Tierra de Campos, al sur de la provincia, camino de acceso, de 2 km de longitud, desde la Carretera autonómica  VA-904 , de Ampudia a Quintanilla de Trigueros.
Corresponde a la zona sur del municipio, colindante con la provincia de Valladolid (Corcos del Valle), donde antaño había más de 15,000 cabezas de ganado lanar que se crían en la parte que corresponde del monte de Torozos que abunda de venados, jabalíes y demás caza mayor y menor.

## Demografía
Evolución de la población en el siglo XXI
| Gráfica de evolución demográfica de Dehesilla entre 2000 y 2020    |
|                                                                    |
| Población de derecho (2000-2020) según el padrón municipal del INE |

## Parque eólico
Desarrollado en dos fases: Dehesilla I (25 aerogeneradores V90/2 MW. de 1.875 kW) y Dehesilla II (25 aerogeneradores de potencia unitaria 1.875 kW, torres de 105 m de altura) promovidos por Esquilvent, S.L.